# Lijst van Tweede Kamerleden voor de Vooruitstrevende Kamerclub
Een overzicht van alle voormalige Tweede Kamerleden voor de Vooruitstrevende Kamerclub.
| Tweede Kamerlid              | Begindatum  | Einddatum         |
| ---------------------------- | ----------- | ----------------- |
| A. Bouman                    | 16 mei 1894 | 9 juni 1896       |
| J.Th. Cremer                 | 16 mei 1894 | 27 juli 1897      |
| J.G. van Deinse              | 16 mei 1894 | 9 juni 1896       |
| H.L. Drucker                 | 16 mei 1894 | 20 september 1897 |
| A.J.W. Farncombe Sanders     | 22 mei 1894 | 6 september 1896  |
| P.B.J. Ferf                  | 16 mei 1894 | 9 juni 1896       |
| H. Goeman Borgesius          | 16 mei 1894 | 27 juli 1897      |
| A.F.K. Hartogh               | 16 mei 1894 | 20 september 1897 |
| B.H. Heldt                   | 16 mei 1894 | 20 september 1897 |
| H.F. Hesselink van Suchtelen | 16 mei 1894 | 9 juni 1896       |
| W.M. Houwing                 | 16 mei 1894 | 9 juni 1896       |
| H.Ph. de Kanter              | 16 mei 1894 | 20 september 1897 |
| A. Kerdijk                   | 16 mei 1894 | 20 september 1897 |
| A. Knijff Hzn.               | 16 mei 1894 | 9 juni 1896       |
| S.T. Land                    | 16 mei 1894 | 6 oktober 1894    |
| C. Lely                      | 16 mei 1894 | 26 juli 1897      |
| F. Lieftinck                 | 16 mei 1894 | 20 september 1897 |
| J. Meesters                  | 16 mei 1894 | 9 juni 1896       |
| J.M. Pijnacker Hordijk       | 16 mei 1894 | 20 september 1897 |
| H. Pyttersen Tzn.            | 16 mei 1894 | 9 juni 1896       |
| P. Rink                      | 16 mei 1894 | 20 september 1897 |
| P.H. Roessingh               | 16 mei 1894 | 9 juni 1896       |
| E. Schaafsma                 | 16 mei 1894 | 20 september 1897 |
| J. Schepel                   | 16 mei 1894 | 9 juni 1896       |
| H. Smeenge                   | 16 mei 1894 | 20 september 1897 |
| E.A. Smidt                   | 16 mei 1894 | 20 september 1897 |
| A. Smit                      | 16 mei 1894 | 20 september 1897 |
| J.P.R. Tak van Poortvliet    | 16 mei 1894 | 20 september 1897 |
| J.D. Veegens                 | 16 mei 1894 | 20 september 1897 |
| J.J. Willinge                | 16 mei 1894 | 9 juni 1896       |
| G. Zijlma                    | 16 mei 1894 | 9 juni 1896       |
| J. Zijp Kzn.                 | 16 mei 1894 | 9 juni 1896       |